# 쿠반주

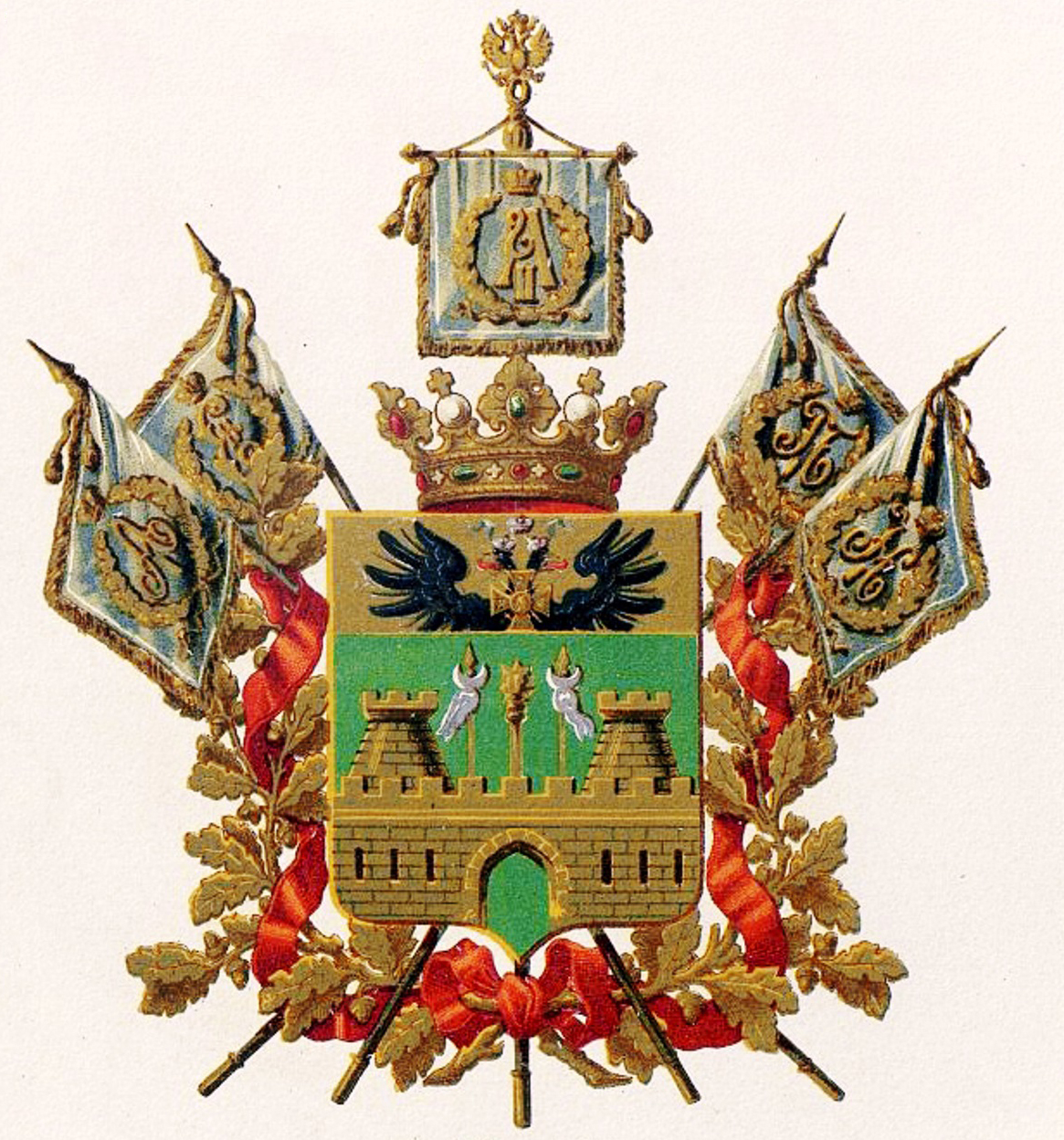
쿠반주의 문장

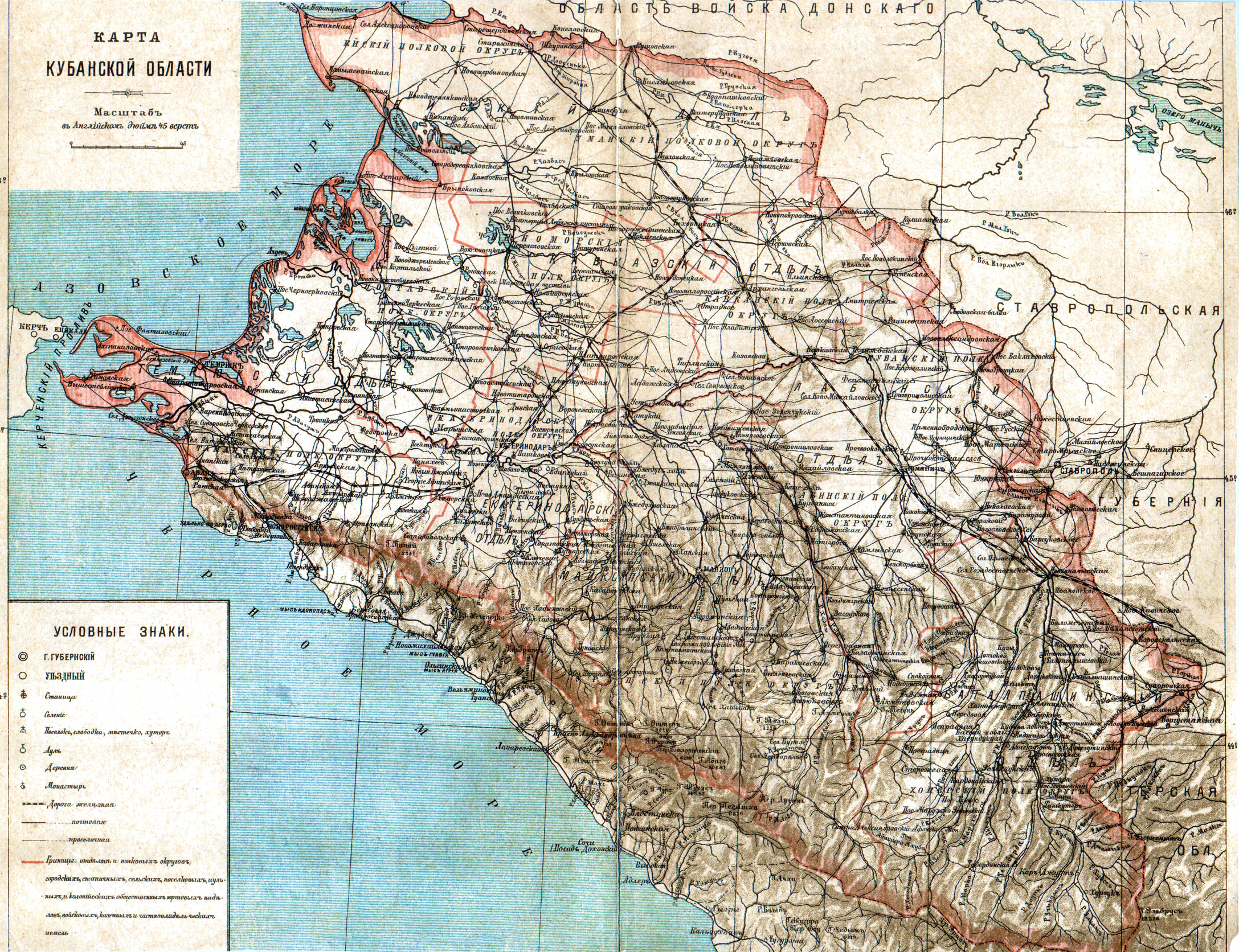
쿠반주의 지도

쿠반주(러시아어: Кубанская область)는 1860년부터 1918년까지 존재했던 러시아 제국의 주로 주도는 예카테리노다르(현재의 크라스노다르)이며 면적은 94,360km2, 인구는 1,918,881명(1897년 당시 기준)이다. 현재의 러시아 크라스노다르 지방, 아디게야 공화국에 걸쳐 있었다. 1888년에는 체르노모르스키구가 쿠반주에 합병되었지만 1896년에 체르노모르스키현이 쿠반주에서 분리되었다. 1918년 이 곳에서 쿠반 인민 공화국이 수립되었다.